# Peter Livinus Legiest
Petrus Livinus Legiest (Gent, 18 juli 1784 - Moerbeke, 26 mei 1841) was burgemeester van Moerbeke.
Legiest was de zoon van Petrus Legiest en Aldegonda Van Melle. Hij werd geboren op 18 juli 1784 te Gent, twee maanden na de dood van zijn vader. 
Op 24-jarige leeftijd huwde hij op 7 december 1808 de 36-jarige Elisabeth Adriana Van Walle, geboren te Kieldrecht op 24 maart 1772 als dochter van Emanuel en Maria Jacoba Weyns. Toen ze elkaar leerden kennen woonden beiden te Gent in de Huysevetterken (waar het prestigieuze gebouw van 1746 staat dat nu de Koninklijke Academie voor Nederlandse Taal en Letteren huisvest). Op het ogenblik van hun huwelijk hadden ze een dochtertje, Thérèse Maria, van 10 maanden. 

Wanneer het echtpaar naar Moerbeke-Waas vertrok is niet duidelijk. Hier kregen ze in 1815 nog een zoon, Jacobus Eduardus, die al na drie maanden overleed. In Moerbeke begon Legiest zijn politieke carrière. Hij was burgemeester van 1818 tot 1830.